# Буковец (област Монтана)
Вижте пояснителната страница за други значения на Буковец.
Бу̀ковец е село в Северозападна България. То се намира в община Брусарци, област Монтана.

## География
Буковец отстои на 12,8 км от общинския център Брусарци, 37 км от Лом, 76 км от Видин, 40 км от Белоградчик, 45 км от Монтана, 81 км от Враца и 151 км от София.

## История
Свидетелство за старото обитаване на района е монетно съкровище от около 1000 римски републикански денари, намерено край селото през 1936 г.

## Културни и природни забележителности
През селото преминава река Нечинска бара, образувана от сливането на реките Гюргишка бара и Карачица. По протежението на река Нечинска бара е образувано красиво дефиле. От едната страна на дефилето е разположено селото, а от другата – вековна гора. В реката се срещат мрени, кленове и кротушки. Самата река се влива в язовир Смирненски, разположен между с. Буковец и с. Смирненски.

## Редовни събития
Всяка година на 9 май, се празнува събор. Във всяка къща се приготвя голяма трапеза, в която задължително присъства печено агне или яре. На този ден в селото пристигат всички роднини и приятели на хората. Стар обичай е в центъра (насред село) да свири духова музика и да се играят народни хора. Организират се развлечния за малките деца, а в наши дни късно вечерта салонът на читалището се превръща в дискотека.